# Carsten Bresch
Carsten Bresch (* 5. September 1921 in Berlin; † 1. März 2020 in Freiburg im Breisgau) war ein deutscher Genetiker und Professor und Lehrstuhlinhaber der Universität Freiburg im Breisgau.

## Beruflicher Werdegang
Carsten Bresch studierte Physik, wurde zum Dr. rer. nat. promoviert und war 1947 einer der ersten Schüler von Max Delbrück im zerstörten Nachkriegs-Berlin. Ab 1949 arbeitete er als Assistent am damaligen Max-Planck-Institut für physikalische Chemie in Göttingen, wo er Bakteriophagen als Forschungsobjekt in die deutsche Genetik einführte und sich 1957 habilitierte und seine Lehrtätigkeit begann. 1958 ging Bresch als außerordentlicher Professor von Göttingen an die Universität Köln, wo er im Auftrag von Max Delbrück und des Botanikprofessors Joseph Straub die Gründung eines Genetik-Institutes vorbereitete. Nach Fertigstellung zogen neben Bresch die Forscher Max Delbrück, Walter Harm, Peter Starlinger sowie der Biochemiker Hans Georg Zachau und später der Nukleinsäurechemiker Ulf Henning in die Forschungsräumlichkeiten ein.
Im Jahr 1964 erhielt Bresch einen Ruf auf den Lehrstuhl für Genetik an der Universität Freiburg, wo er im Zusammenhang mit der Neustrukturierung der Fakultät für Biologie ein eigenes Institut aufbaute. Da damit auch umfangreiche Neubauten verbunden waren, arbeitete er ebenso wie sein Kollege Rainer Hertel vorübergehend in den USA an der Biology Division des Southwest Center for Advanced Studies (SCAS) in Dallas, Texas, dessen Leitung ihm übertragen worden war.
Ab 1968 war Bresch dann in Freiburg, wo er innerhalb des Instituts für Biologie III den Lehrstuhl für Genetik an der Universität innehatte. Gleichzeitig war er Leiter des Zentrallabors für Mutagenitätsprüfung der Deutschen Forschungsgemeinschaft.
Sein wissenschaftliches Hauptarbeitsgebiet war die Genetik der Bakteriophagen. Bresch war der Autor des über viele Jahre als internationales Standardlehrbuch der Genetik geltenden Werkes: Klassische und molekulare Genetik. Neben seiner Forschungs- und universitären Lehrtätigkeit engagierte sich Carsten Bresch intensiv in theologisch-naturwissenschaftlichen, interdisziplinären Gesprächen.

## Wirken
Breschs großes Forschungsverdienst war es, zusammen mit seinem Cousin Thomas Trautner am Max-Planck-Institut für physikalische Chemie in Göttingen, die Bakteriophagen als Forschungsobjekte in die Genetik und die Molekularbiologie mit eingebracht zu haben.
In der Anfangsphase der Molekularbiologie standen sich zwei philosophisch unterschiedlich ausgerichtete Schulen gegenüber: Der Name „Molekularbiologie“ wurde 1952 vom britischen Molekularbiologen William Astbury geprägt, einem Anhänger der strukturell orientierten Schule, der damit auf die Struktur von biologischen Großmolekülen verwies.
Carsten Bresch gehörte wie sein Lehrer Max Delbrück der informationell orientierten Schule an, die den Charakter des Informationsprozesses in der Genetik in den Vordergrund stellte. Delbrück hatte in den 1930er Jahren als Postdoktorand bei Niels Bohr an genetisch-informationstheoretischen Fragen gearbeitet und war gewissermaßen als Physiker zum Biologen „mutiert“. Delbrück war zu der Überzeugung gelangt, die Biologie sei „zu wichtig, um sie den Biologen alleine zu überlassen“. Carsten Bresch folgte diesem interdisziplinären Ansatz seines Lehrers und baute ihn sein Leben lang aus – in seinem Werk Zwischenstufe Leben (s. u.) auch weltanschaulich-philosophisch.
Bresch war der Autor des in mehrere Sprachen übersetzten Standardlehrbuchs Klassische und molekulare Genetik. Viel diskutiert wurde und wird sein weltanschauliches Hauptwerk Zwischenstufe Leben. Bresch wagte in diesem Buch den großangelegten naturphilosophischen Versuch, aus den gesicherten Ergebnissen der Evolutionsforschung heraus Perspektiven für die Zukunft der Menschheit zu entwickeln. Er dachte das Evolutionsprinzip der „Integration“ bis auf die planetare Ebene konsequent weiter und skizzierte ein „planetarisches Riesenwesen“, in dem schließlich alle Kreaturen integriert sind: „Alle Muster unserer Erdkugel werden dann zu einem riesigen ‚intelligenten Organismus‘ verbunden sein – zu einem einzigen! Um dessen Singularität zu betonen, wollen wir solch eine Struktur ein ‚MONON‘ nennen.“ Alle Naturerscheinungen von der Astrophysik bis zum Gehirn und der menschlichen Gesellschaft leitete Bresch aus dem einheitlichen Grundprinzip des Muster- und Informationswachstums und deren zunehmender Integration ab, was zu immer höher integrierten und damit komplexeren Formen führe. Die Entwicklung hat ihm zufolge dabei drei Phasen:
1. die der Materie,
2. die des Lebendigen und
3. die des Geistigen und der Kultur.

Auf dieser Stufe angekommen stellt Bresch die für ihn und die Menschheit entscheidenden Fragen, ob es sich bei dieser Evolution um Zufall und Notwendigkeit, um einen Irrlauf oder um den Weg auf ein fernes Ziel hin handelt. Bresch führt so seine Leser an die Wurzeln letzter Fragen. „Das Buch ist damit ein gewichtiger Beitrag zu einem neuen Selbst- und Weltverständnis des heutigen Menschen, der der Frage nach dem Sinn des Lebens ratloser denn je zuvor gegenübersteht.“
Breschs „Zwischenstufe Leben“ repräsentiert eine naturwissenschaftliche Darstellung von Teilhard de Chardins stark theologisch orientiertem, universalem Evolutionskonzept. Bresch kennzeichnet explizit in seiner Darstellung den Punkt oder die Grenze, an dem er eine rein naturwissenschaftliche Beschreibung zu Gunsten einer weltanschaulich-philosophischen Deutung überschreitet. Er begibt sich daher in keinerlei Weise in die Situation einer unerlaubten, methodologischen Grenzüberschreitung zwischen Naturwissenschaft auf der einen und Religion, Theologie oder Philosophie auf der anderen Seite.
Bresch engagierte sich intensiv in interdisziplinären naturwissenschaftlich-theologischen Gesprächen und Diskussionen zum Thema Evolution. In diesem Umfeld gründete er zusammen mit dem Freiburger Theologen Helmut Riedlinger 1981 aus einem theologisch-biologischen Seminarkreis an der Universität Freiburg heraus die interdisziplinäre Arbeitsgemeinschaft AGEMUS und gab den Freiburger AGEMUS-Rundbrief dieses Arbeitskreises heraus. Im November 2010 erschien im Schattauer Verlag sein Buch „Evolution – Was bleibt von Gott“.
Carsten Bresch starb am 1. März 2020 im Alter von 98 Jahren in Freiburg.

## Veröffentlichungen

### Als Autor
- Klassische und molekulare Genetik. Springer, Berlin 1964, ISBN 3-540-05802-8 (3. erw. Ausgabe 1972)
- Zwischenstufe Leben. Evolution ohne Ziel? Piper, München 1977, ISBN 3-492-02270-7.
- Des Teufels neue Kleider. TR-Verlagsunion, München 1978, ISBN 3-8058-0903-4.
- Evolution – Was bleibt von Gott. Schattauer, Stuttgart 2010, ISBN 978-3-7945-2757-1.

### Als Herausgeber
- AGEMUS. Rundbrief: Arbeitsgemeinschaften Evolution, Menschheitszukunft und Sinnfragen. Freiburg 1981 bis 1983.
- Kann man Gott aus der Natur erkennen? Herder, Freiburg im Breisgau 1990, ISBN 3-451-02125-0.
- Gut und Böse in der Evolution. Naturwissenschaftler, Philosophen und Theologen im Disput. S. Hirzel, Stuttgart 1995, ISBN 3-8047-1423-4.

### Diverse
- 1974: Zum Problem des Phasenwechsels der Evolution. In: Acta Teilhardiana 11, S. 47–52.
- 1978: Evolution – der Mensch, wie er ist, als Zwischenstufe: Ein Interview mit Prof. Carsten Bresch. In: Herder-Korrespondenz 32. S. 286–293.
- 1978: Was ist Evolution? In: Böhme, Wolfgang (Hrsg.): Zufall und Gesetz des Lebens. Karlsruhe: Evangelische Akademie Baden (Herrenalber Texte, Band 9), S. 11–33.
- 1978: Evolution – Fragen der Energie und Information. In: Erdoel-Erdgas-Zeitschrift 94, S. 349–356.
- 1978: Das Ende der biologischen Evolution. In: Jahreshefte der Gesellschaft für Naturkunde in Württemberg 133, S. 5–13.
- 1979: Das sadistische Kohlenstoffatom: Rezension zu Richard Dawkins. In: Biologie in unserer Zeit 9, S. 30–32.
- 1979: Die Menschheit an der zweiten Schwelle der Evolution. In: Schatz, Oskar (Hrsg.) Hoffnung in der Überlebenskrise. Graz: Styria (Salzburger Humanismusgespräche 9), S. 44–61.
- 1979: Leben. In: Seidler, Eduard (Hrsg.): Wörterbuch medizinischer Grundbegriffe. Eine Einführung in die Heilkunde in 86 Artikeln. Freiburg: Herder, S. 184–186.
- 1980: Von der Möglichkeit, Sinn und Ziel der Entwicklung zu erkennen. In: Schlemmer, Johannes (Hrsg.): Glauben als Bedürfnis. Beiträge zum menschlichen Selbstverständnis. Frankfurt am Main: Ullstein.
- 1980: Muster und Evolution. In: Gesellschaft für Klassifikation e. V. (Hrsg.): Wissensstrukturen und Organisationsmuster. Proceedings der 4. Fachtagung der Gesellschaft für Klassifikation e. V. Salzburg vom 16.–19. April 1980. Frankfurt: Indeks Verlag. (Studien zur Klassifikation Band 9), S. 109–113.
- 1981: Evolutionäre Ursachen und Perspektiven der Kulturkrise. In: Paus, Ansgar (Hrsg.): Kultur als christlicher Auftrag heute. Kevelaer: Butzon & Bercker. Vorlesungen der Salzburger Hochschulwochen, S. 171–195.
- 1981: Die Rolle der Sprache im Gesamtbild der Evolution. In: Nova Acta Leopoldina N.F. 54, S. 747–752.
- 1981: Das Ungeheuer unter den Papiertigern oder die außerordentliche wissenschaftliche Rolle der Soziobiologie. In: Schatz, Oskar (Hrsg.): Brauchen wir eine andere Wissenschaft? Graz: Styria. (Salzburger Humanismusgespräche 10), S. 173–180.
- 1981: Vom Würfeln, das kein Glücksspiel war. In: Piper, Klaus (Hrsg.): Lust am Denken. Ein Lesebuch aus Philosophie, Natur- und Humanwissenschaften 1947–1981. München. Piper, S. 25–34.
- 1981: Soziobiologie – Egoismus um die Ecke? In. Agemus-Rundbrief September 1981, S. 11–20.
- 1982: Zur evolutionären Begründung des Pazifismus. In: Agemus-Rundbrief, Sonderheft 1982, S. 3–10.
- 1982: Nachruf auf Joachim Illies. In: Agemus-Rundbrief Juni 1982, S. 25–26.
- 1982: Der Disput mit Arthur E. Wilder-Smith. Schöpfung und/oder Evolution. In: Agemus-Rundbriefe 1982–1984 sowie factum 1983–1985 und factum-Sonderdruck 506.
- 1983: Evolution aus Alpha-Bedingungen, Zufalls-Türmen und Systemzwängen. In: Riedl, Rupert J./Kreuzer, Franz (Hrsg.): Evolution und Menschenbild. Hamburg: Hoffmann und Campe, S. 22–39.
- 1984: Das Ende der biologischen Evolution. In. Frau und Kultur 87, Heft 3, S. 6–8.
- 1984: Vom Urkrümel zum Atompilz. 6-teilige Fernsehserie im ZDF mit Jürgen Voigt
- 1985: Können wir neue Menschen werden? Zur evolutionären Begründung des Pazifismus. In: Mensch, Natur, Gesellschaft. Zeitschrift zur internationalen wissenschaftlichen und kulturellen Verständigung 2, S. 30–33.
- 1986: Evolutionslehre und Schöpfungsglaube. In: Diakonia 17, S. 230–240.
- 1987: What is Evolution? In: Andersen, Svend/Peacocke, Arthur (Hrsg.): Evolution and Creation. A European Perspective. Aarhus: Aarhus University Press, S. 36–57.
- 1988: Was ist Evolution? In: Wolfgang Böhme (Hrsg.): Evolution und Gottesglaube. Ein Lese- und Arbeitsbuch zum Gespräch zwischen Naturwissenschaft und Theologie. Göttingen: Vandenhoeck & Ruprecht, S. 31–54.
- 1992: Evolution und Fremdenangst. In: Isak, Rainer (Hrsg.): Wir und die Fremden. Entstehung und Abbau von Ängsten. Freiburg: Katholische Akademie der Erzdiözese Freiburg.